# Cathédrale de la Dormition de Tachkent
Cette  cathédrale n’est pas la seule cathédrale de la Dormition.
La cathédrale de la Dormition (en russe : Успенский кафедральный собор), ou de l'Assomption (terme plus ou moins équivalent chez les latins), est la cathédrale orthodoxe de l'évêché de Tachkent (en Ouzbékistan), depuis 1945. La cathédrale a été construite en 1871 et agrandie au début des années 1990. Le clocher a été reconstruit en 2010.

## Historique
L'édifice actuel a été construit en 1871 sous le vocable de saint Pantéleïmon et remplaçait une ancienne église desservant le cimetière de l'hôpital militaire de Tachkent. Comme la plupart des paroisses d'Asie centrale, l'église est attribuée en 1922 au mouvement de l'Église vivante favorisé par les bolchéviques. Elle est fermée au culte en 1933 et transformée en 1945 en dépôt militaire.
L'église est rendue au culte en décembre 1945 et restaurée. Elle est consacrée alors à la Dormition et elle devient siège de l'évêque de Tachkent car l'ancienne cathédrale avait été détruite. Elle est agrandie entre 1958 et 1960 sous l'évêque Hermogène.
Le clocher est reconstruit au début des années 1990, ainsi que la coupole principale. L'intérieur est redécoré avec plus de faste, notamment pour la visite, le 10 novembre 1996, du patriarche Alexis II. La cathédrale est réaménagée et un nouveau clocher construit au printemps 2010.

## Photo

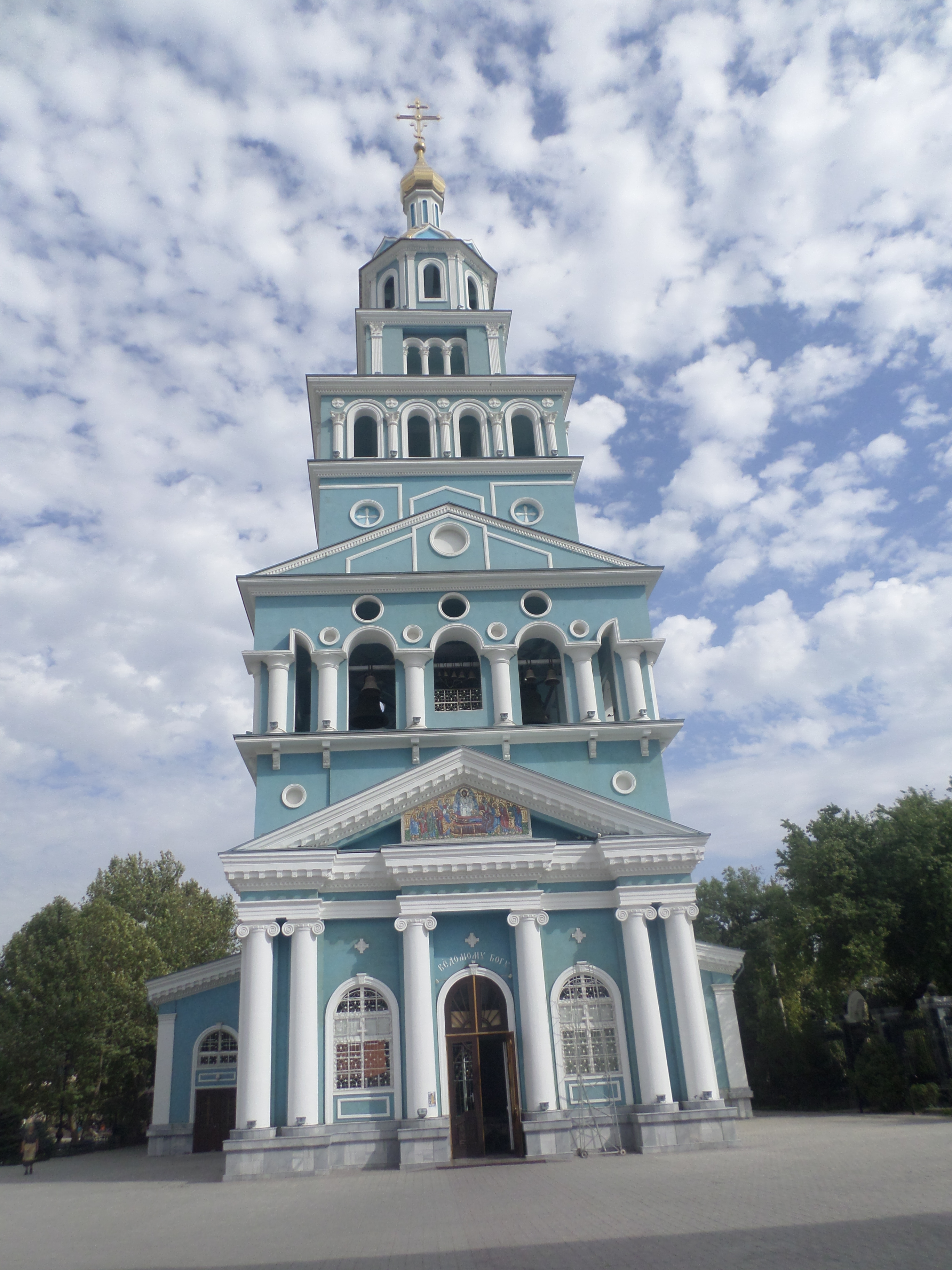
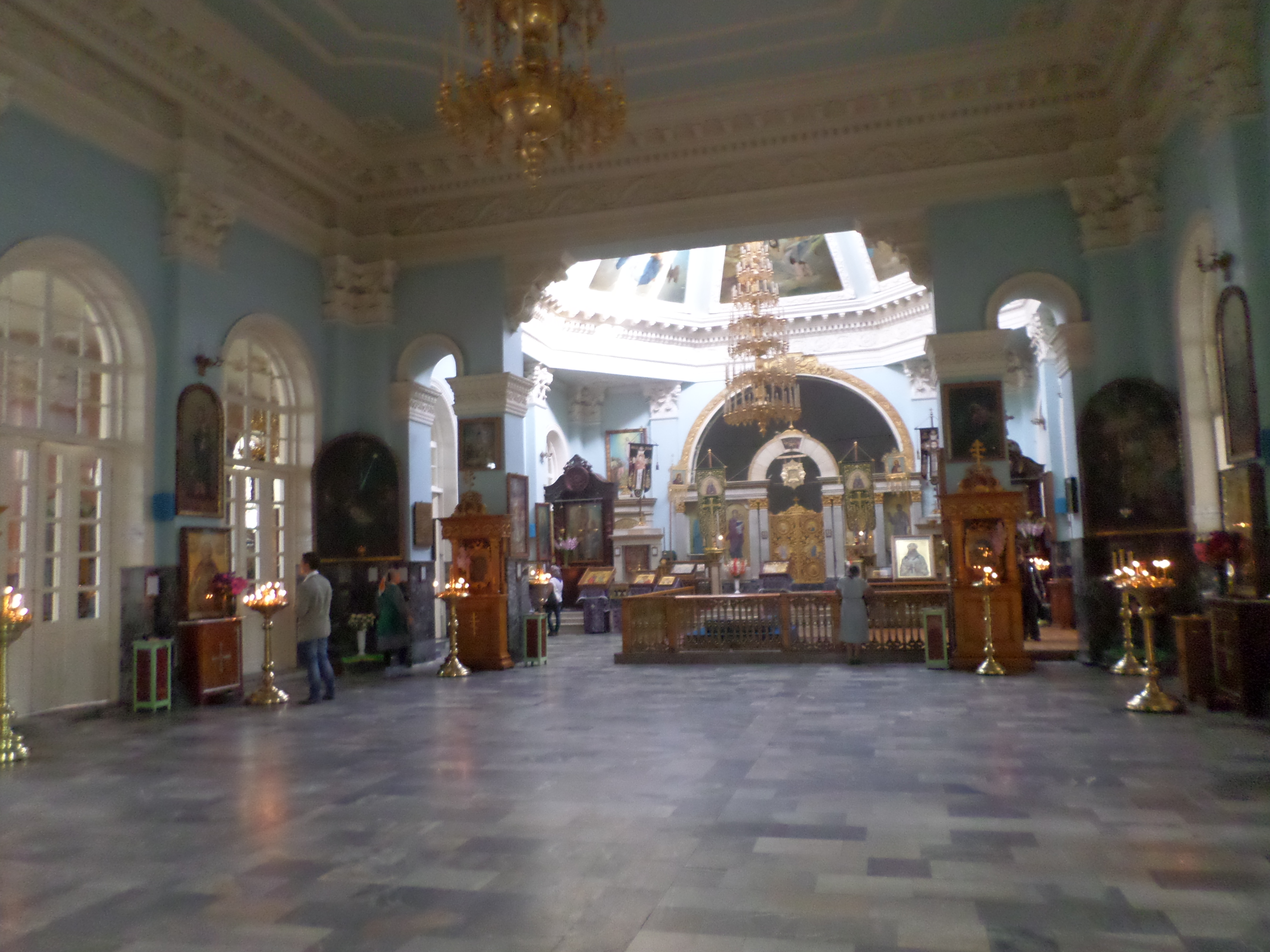
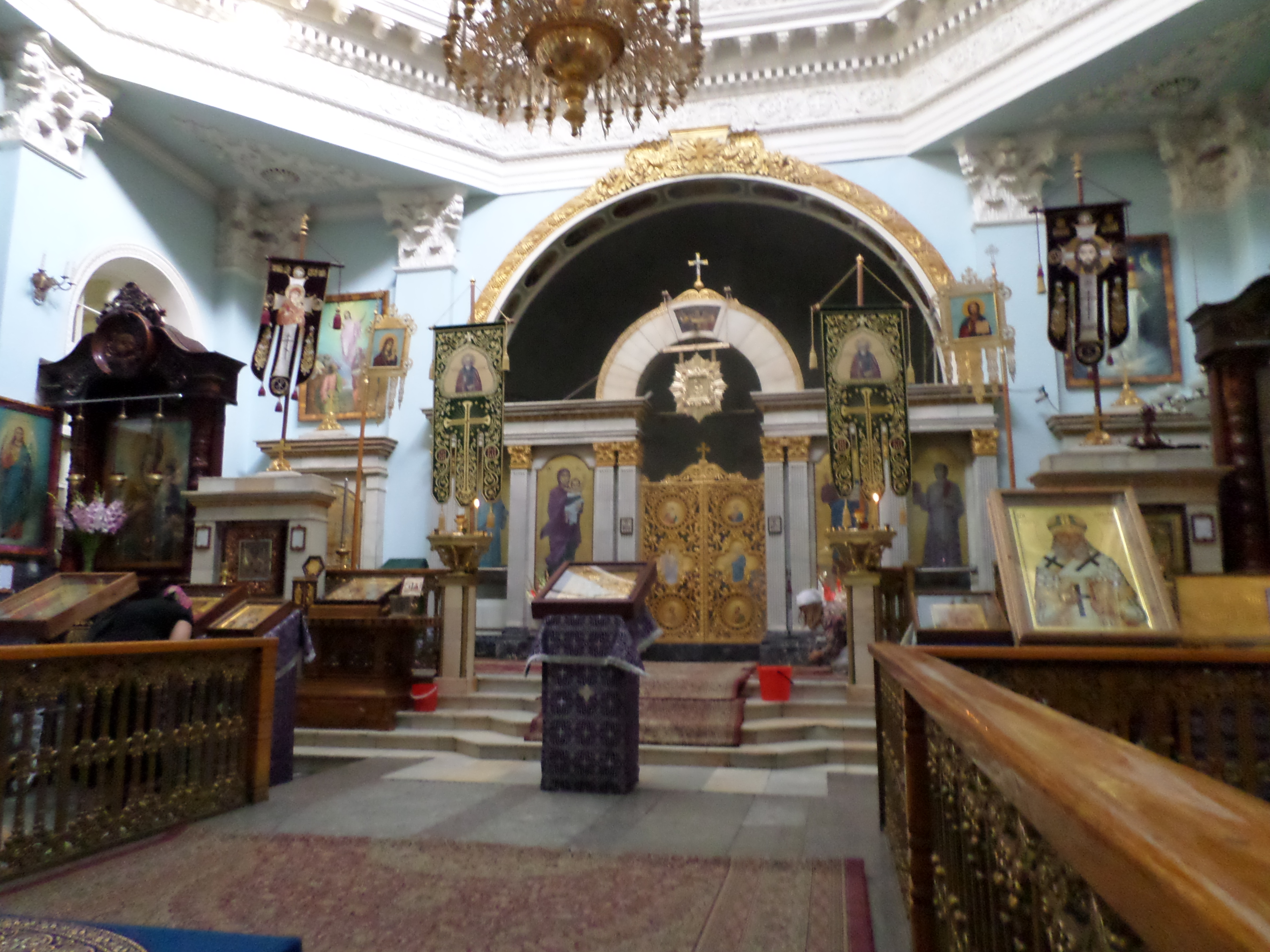
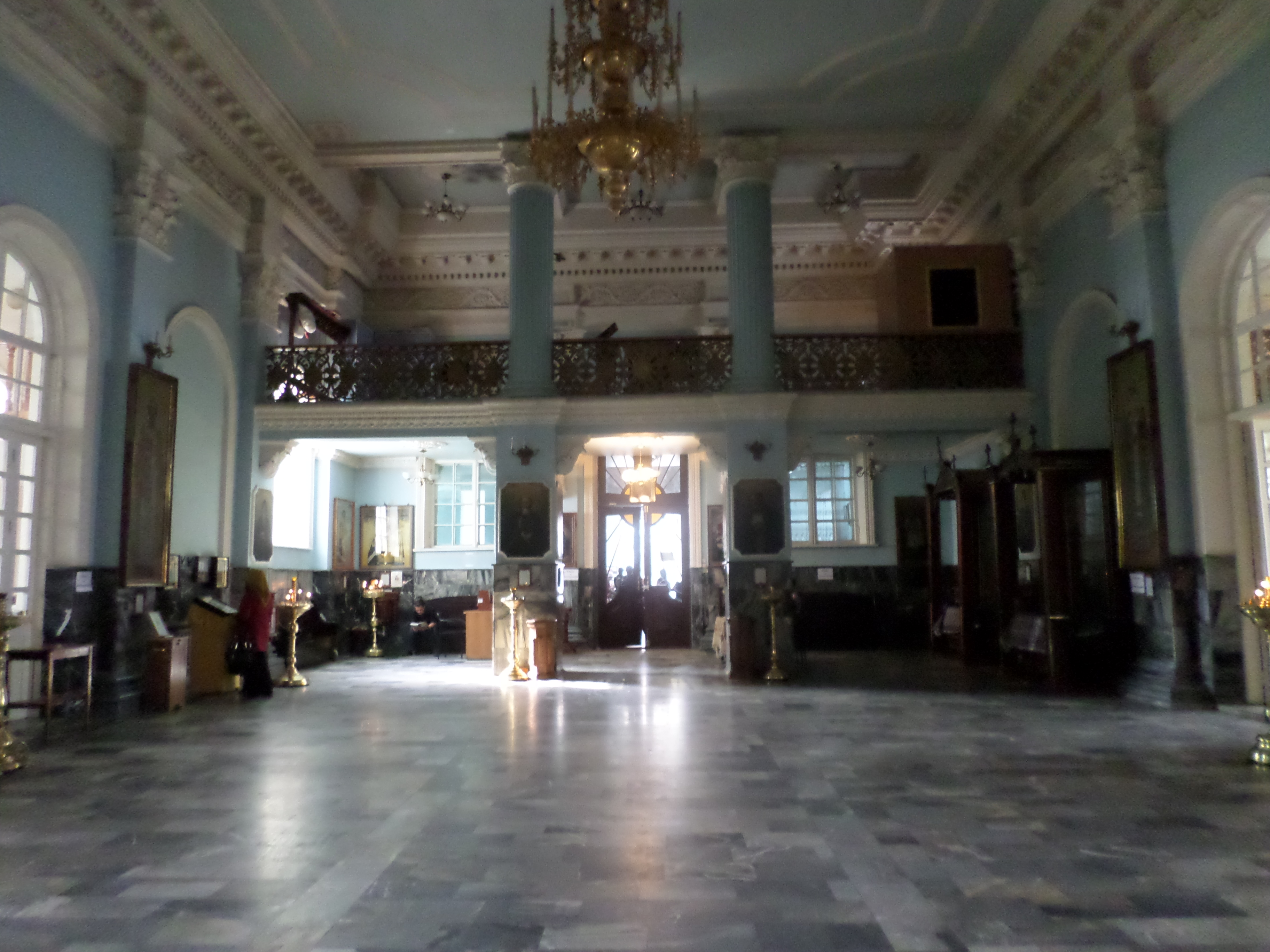